# 1. Sport-Club Göttingen von 1905 1999-2000
Questa voce raccoglie le informazioni riguardanti il 1. Sport-Club Göttingen von 1905 nelle competizioni ufficiali della stagione 1999-2000.

## Stagione
Nella stagione 1999-2000 il Göttingen, allenato da Joachim Krug e Tobias Nebe, concluse il campionato di Regionalliga nord al 9º posto.

## Rosa
| N. |                                 | Ruolo | Calciatore         |
| -- | ------------------------------- | ----- | ------------------ |
| 11 | Bosnia ed Erzegovina (bandiera) | C     | Esmir Muratovic    |
|    | Polonia (bandiera)              | P     | Sławomir Szymaszek |
|    | Germania (bandiera)             | D     | Marco Gruszka      |
|    | Germania (bandiera)             | D     | Markus Krause      |
|    | Brasile (bandiera)              | D     | Rosemir            |
|    | Germania (bandiera)             | D     | Christian Schulz   |

| N. |                        | Ruolo | Calciatore        |
| -- | ---------------------- | ----- | ----------------- |
|    | Lituania (bandiera)    | D     | Ričardas Zdančius |
|    | Germania (bandiera)    | C     | Tobias Dietrich   |
|    | Turchia (bandiera)     | C     | Ali Karakaya      |
|    | Polonia (bandiera)     | C     | Tomasz Smolka     |
|    | Paesi Bassi (bandiera) | A     | Erwin Koen        |

## Organigramma societario
Area tecnica
- Allenatore: Joachim Krug, Tobias Nebe
- Allenatore in seconda:
- Preparatore dei portieri:
- Preparatori atletici:
- Analisi video:

## Calciomercato

### Sessione estiva
| Acquisti | Acquisti      | Acquisti  | Acquisti |
| R.       | Nome          | da        | Modalità |
| -------- | ------------- | --------- | -------- |
| D        | Markus Krause | Paderborn |          |

| Cessioni | Cessioni      | Cessioni  | Cessioni |
| R.       | Nome          | a         | Modalità |
| -------- | ------------- | --------- | -------- |
| A        | Sergej Kusmin | Gütersloh |          |

### Sessione invernale
| Acquisti | Acquisti   | Acquisti     | Acquisti |
| R.       | Nome       | da           | Modalità |
| -------- | ---------- | ------------ | -------- |
| A        | Erwin Koen | Gütersloh    |          |
| D        | Rosemir    | Uerdingen 05 |          |

| Cessioni | Cessioni          | Cessioni               | Cessioni |
| R.       | Nome              | a                      | Modalità |
| -------- | ----------------- | ---------------------- | -------- |
| C        | Claus Grzeskowiak | Eintracht Braunschweig |          |

## Risultati

### Regionalliga nord

#### Girone di andata
| 1º agosto 1999, ore 15:00 CEST 1ª giornata | Göttingen | 1 – 1 | St. Pauli II |  |

| 8 agosto 1999, ore 18:00 CEST 2ª giornata | TuS Celle | 3 – 1 | Göttingen |  |

| 14 agosto 1999, ore 14:00 CEST 3ª giornata | Göttingen | 0 – 2 | Eintracht Braunschweig |  |

| 21 agosto 1999, ore 14:30 CEST 4ª giornata | Arminia Hannover | 5 – 1 | Göttingen |  |

| 29 agosto 1999, ore 18:00 CEST 5ª giornata | Lüneburger | 1 – 2 | Göttingen |  |

| 4 settembre 1999, ore 14:30 CEST 6ª giornata | Göttingen | 1 – 5 | Osnabrück |  |

| 10 settembre 1999, ore 20:00 CEST 7ª giornata | Meppen | 2 – 0 | Göttingen |  |

| 18 settembre 1999, ore 15:00 CEST 8ª giornata | Göttingen | 4 – 0 | Bremerhaven FC |  |

| 26 settembre 1999, ore 15:00 CEST 9ª giornata | Norderstedt | 2 – 5 | Göttingen |  |

| 2 ottobre 1999, ore 15:00 CEST 10ª giornata | Göttingen | 4 – 2 | Amburgo II |  |

| 8 ottobre 1999, ore 18:30 CEST 11ª giornata | Holstein Kiel | 5 – 2 | Göttingen |  |

| 16 ottobre 1999, ore 15:00 CEST 12ª giornata | Göttingen | 1 – 3 | Werder Brema II |  |

| 24 ottobre 1999, ore 15:00 CEST 13ª giornata | Cloppenburg | 3 – 3 | Göttingen |  |

| 30 ottobre 1999, ore 14:30 CEST 14ª giornata | Göttingen | 0 – 0 | Lubecca |  |

| 6 novembre 1999, ore 14:00 CET 15ª giornata | Oldenburg | 0 – 3 | Göttingen |  |

| 13 novembre 1999, ore 14:00 CET 16ª giornata | Göttingen | 0 – 1 | Wilhelmshaven |  |

| 21 novembre 1999, ore 14:00 CET 17ª giornata | Eintracht Nordhorn | 1 – 2 | Göttingen |  |

#### Girone di ritorno
| 27 novembre 1999, ore 14:00 CET 18ª giornata | St. Pauli II | 0 – 2 | Göttingen |  |

| 5 dicembre 1999, ore 14:00 CET 19ª giornata | Göttingen | 0 – 0 | TuS Celle |  |

| 11 dicembre 1999, ore 14:30 CET 20ª giornata | Eintracht Braunschweig | 3 – 0 | Göttingen |  |

| 6 febbraio 2000, ore 15:00 CET 21ª giornata | Göttingen | 3 – 1 | Arminia Hannover |  |

| 13 febbraio 2000, ore 15:00 CET 22ª giornata | Göttingen | 1 – 2 | Lüneburger |  |

| 7 aprile 2000, ore 19:00 CEST 23ª giornata | Osnabrück | 2 – 0 | Göttingen |  |

| 27 febbraio 2000, ore 15:00 CET 24ª giornata | Göttingen | 3 – 3 | Meppen |  |

| 5 marzo 2000, ore 15:00 CET 25ª giornata | Bremerhaven FC | 2 – 0 | Göttingen |  |

| 12 marzo 2000, ore 15:00 CET 26ª giornata | Göttingen | 2 – 1 | Norderstedt |  |

| 19 marzo 2000, ore 15:00 CET 27ª giornata | Amburgo II | 0 – 2 | Göttingen |  |

| 25 marzo 2000, ore 15:00 CET 28ª giornata | Göttingen | 1 – 2 | Holstein Kiel |  |

| 1º aprile 2000, ore 14:00 CEST 29ª giornata | Werder Brema II | 5 – 0 | Göttingen |  |

| 15 aprile 2000, ore 14:00 CEST 30ª giornata | Göttingen | 1 – 2 | Cloppenburg |  |

| 30 aprile 2000, ore 15:00 CEST 31ª giornata | Lubecca | 0 – 0 | Göttingen |  |

| 7 maggio 2000, ore 15:00 CEST 32ª giornata | Göttingen | 6 – 2 | Oldenburg |  |

| 12 maggio 2000, ore 20:00 CEST 33ª giornata | Wilhelmshaven | 1 – 3 | Göttingen |  |

| 17 maggio 2000, ore 22:00 CEST 34ª giornata | Göttingen | 4 – 1 | Eintracht Nordhorn |  |

## Statistiche

### Statistiche di squadra
| Competizione      | Punti | In casa | In casa | In casa | In casa | In casa | In casa | In trasferta | In trasferta | In trasferta | In trasferta | In trasferta | In trasferta | Totale | Totale | Totale | Totale | Totale | Totale | DR |
| Competizione      | Punti | G       | V       | N       | P       | Gf      | Gs      | G            | V            | N            | P            | Gf           | Gs           | G      | V      | N      | P      | Gf     | Gs     | DR |
| ----------------- | ----- | ------- | ------- | ------- | ------- | ------- | ------- | ------------ | ------------ | ------------ | ------------ | ------------ | ------------ | ------ | ------ | ------ | ------ | ------ | ------ | -- |
| Regionalliga nord | 45    | 17      | 6       | 4       | 7       | 32      | 28      | 17           | 7            | 2            | 8            | 26           | 35           | 34     | 13     | 6      | 15     | 58     | 63     | -5 |
| Totale            | 45    | 17      | 6       | 4       | 7       | 32      | 28      | 17           | 7            | 2            | 8            | 26           | 35           | 34     | 13     | 6      | 15     | 58     | 63     | -5 |

### Andamento in campionato
| Giornata  | 1 | 2  | 3  | 4  | 5  | 6  | 7  | 8  | 9  | 10 | 11 | 12 | 13 | 14 | 15 | 16 | 17 | 18 | 19 | 20 | 21 | 22 | 23 | 24 | 25 | 26 | 27 | 28 | 29 | 30 | 31 | 32 | 33 | 34 |
| --------- | - | -- | -- | -- | -- | -- | -- | -- | -- | -- | -- | -- | -- | -- | -- | -- | -- | -- | -- | -- | -- | -- | -- | -- | -- | -- | -- | -- | -- | -- | -- | -- | -- | -- |
| Luogo     | C | T  | C  | T  | T  | C  | T  | C  | T  | C  | T  | C  | T  | C  | T  | C  | T  | T  | C  | T  | C  | C  | T  | C  | T  | C  | T  | C  | T  | C  | T  | C  | T  | C  |
| Risultato | N | P  | P  | P  | V  | P  | P  | V  | V  | V  | P  | P  | N  | N  | V  | P  | V  | V  | N  | P  | V  | P  | P  | N  | P  | V  | V  | P  | P  | P  | N  | V  | V  | V  |
| Posizione | 7 | 13 | 16 | 18 | 16 | 17 | 17 | 16 | 13 | 10 | 12 | 14 | 13 | 14 | 13 | 14 | 13 | 11 | 12 | 13 | 11 | 12 | 13 | 12 | 12 | 11 | 9  | 10 | 11 | 11 | 13 | 9  | 9  | 9  |

Legenda:

Luogo: C = Casa; T = Trasferta. Risultato: V = Vittoria; N = Pareggio; P = Sconfitta.